# Могила (община)
 Тази статия е за община Могила в Северна Македония.  За други значения вижте Могила (пояснение).  
Могила (на македонска литературна норма: Општина Могила) е община, разположена в югозападната част на Северна Македония със седалище едноименното село Могила.
Общината обхваща 23 села в северната част на Битолското поле по средното течение на река Църна на площ от 255,62 km2. Населението на общината е 6710 (2002), предимно македонци, с гъстота от 26,25 жители на km2.

## Структура на населението
Според преброяването от 2002 година община Могила има 6710 жители.
| Етническа принадлежност | Процент |
| северномакедонци        | 95,86%  |
| албанци                 | 0,51%   |
| турци                   | 3,41%   |
| роми                    | 0,09%   |
| власи                   | 0,00%   |
| сърби                   | 0,03%   |
| бошняци                 | 0,00%   |
| други                   | 0,10%   |